# Bawadesolo
Bawadesolo is een bestuurslaag in het regentschap Gunungsitoli van de provincie Noord-Sumatra, Indonesië. Bawadesolo telt 2753 inwoners (volkstelling 2010).